# Colonia Osiris
Colonia Osiris är en ort i Mexiko.   Den ligger i kommunen Guadalupe och delstaten Zacatecas, i den centrala delen av landet, 500 km nordväst om huvudstaden Mexico City. Colonia Osiris ligger 2 187 meter över havet och antalet invånare är 220.
Terrängen runt Colonia Osiris är platt åt sydost, men åt nordväst är den kuperad. Runt Colonia Osiris är det ganska tätbefolkat, med 160 invånare per kvadratkilometer. Närmaste större samhälle är Zacatecas, 13,0 km väster om Colonia Osiris. Omgivningarna runt Colonia Osiris är i huvudsak ett öppet busklandskap.